# Distylium tsiangii
Distylium tsiangii är en trollhasselart som beskrevs av Woon Young Chun och Egbert Hamilton Walker. Distylium tsiangii ingår i släktet Distylium och familjen trollhasselfamiljen. Inga underarter finns listade i Catalogue of Life.